# ژن لیکنز
ژن لیکنز (انگلیسی: Gene Likens؛ زادهٔ ۶ ژانویهٔ ۱۹۳۵) دانشمند در زمینه بوم‌شناسی اهل ایالات متحده آمریکا است.
وی همچنین برندهٔ جوایزی همچون نشان ملی علوم، کمک‌هزینه گوگنهایم، و نشان بنجامین فرانکلین شده‌است.